# SS Great Western

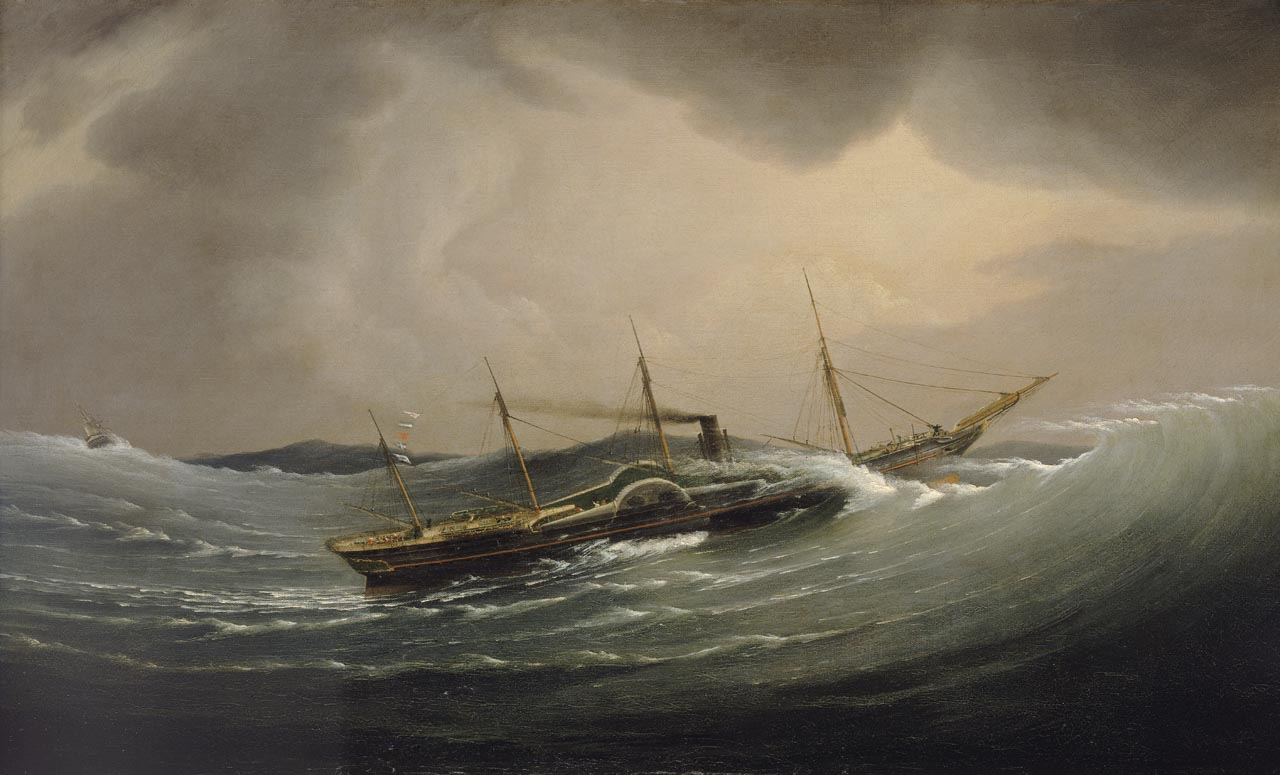
SS „Great Western” na fali pływowej (11 grudnia 1844 r.)

SS Great Western – brytyjski transatlantyk, pierwszy statek parowy zbudowany specjalnie do żeglugi na Atlantyku i pierwsza jednostka armatora „Great Western Steamship Company”. W latach od 1837 do 1839 był największym statkiem pasażerskim na świecie. Zaprojektowany przez Isambarda Kingdoma Brunela. Drugi zdobywca Błękitnej Wstęgi Atlantyku.

## Charakterystyka ogólna
SS „Great Western” był żelazno-drewnianym parowcem z napędem bocznym kołowo-łopatkowym i czterema masztami z ożaglowaniem pomocniczym. Żagle miały nie tylko zapewniać napęd pomocniczy, ale były również używane na wzburzonym morzu, by utrzymać statek w równowadze i żeby oba koła łopatkowe miały kontakt z wodą, napędzając statek w linii prostej. Kadłub został zbudowany z drewna dębowego tradycyjnymi metodami.
Statek zabierał 120 pasażerów I klasy i 20 osób do II klasy (mógł ponadto zmieścić dodatkowo jeszcze 100 pasażerów). Załoga wynosiła 60 osób, razem więc statek płynął z maksymalną liczbą 300 osób na pokładzie.

## Geneza
Na początku XIX wieku morza i oceany należały do żaglowców. Rejsy transatlantyckie na ich pokładach nie należały jednak do najprzyjemniejszych, a co istotne były bardzo długie. Uzależnienie od wiatru oraz krucha konstrukcja drewnianych kadłubów sprawiały, że rejsy były również bardzo niebezpieczne. Gdy w pierwszej dekadzie XIX wieku na wodach śródlądowych zaczęły pojawiać się pierwsze parowce, wszyscy zgodnie uznali, że nie są w stanie pokonać Atlantyku. W 1819 roku parowiec SS „Savannah” przepłynął Atlantyk (częściowo pod żaglami).
Innego zdania był brytyjski inżynier, konstruktor i przedsiębiorca Isambard Kingdom Brunel, będący właścicielem linii kolejowych „Great Western Railway” utworzonych w 1833 roku. Wspólnie ze swoim przyjacielem Thomasem Guppy i grupą inwestorów z Bristolu powołał do życia w 1836 roku „Great Western Steamship Company” (firmę obsługującą linię statków parowych na trasie Bristol – Nowy Jork). Linie żeglugowe miały być przedłużeniem jego kolei aż do Ameryki. Potrzebny był jednak statek, który mogłyby szybko pokonać trasę między Starym a Nowym kontynentem. Mając doświadczenie w wykorzystaniu pociągów, Brunel postanowił zaprojektować statek o napędzie parowym.
Brunel nie był jedyny który wpadł na pomysł wykorzystania parowców do regularnych rejsów transatlantyckich, w tym samym czasie powstała konkurencyjna firma „British and American Steam Navigation Company”.

## Historia

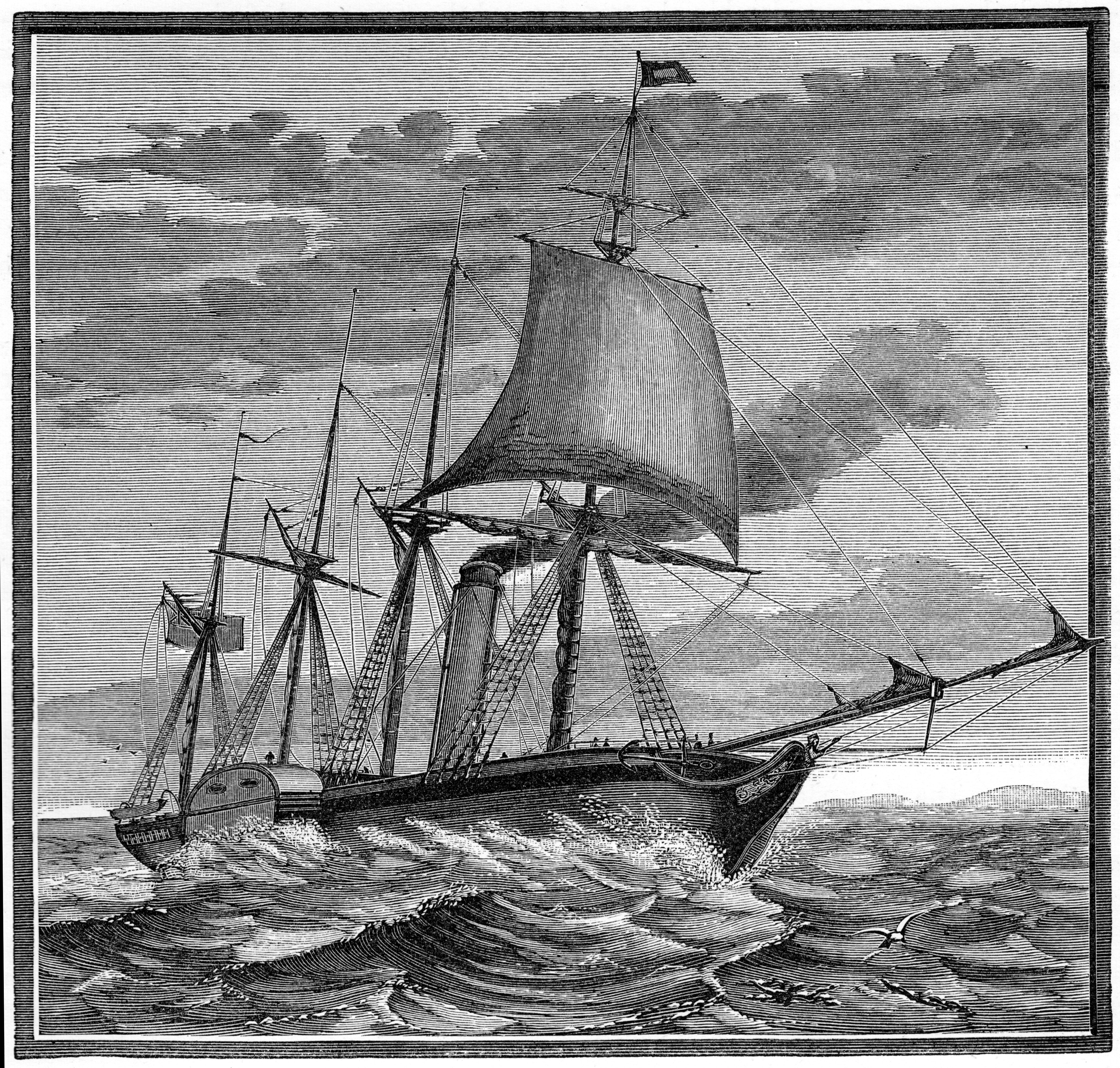
Ilustracja przedstawiająca statek (1882)

Projekt SS „Great Western” wzbudził kontrowersje, obawiano się, że statek będzie za duży. Zasada, którą rozumiał Brunel, polegała na tym, że nośność statku rośnie wraz z sześcianem jego wymiarów, podczas gdy opór wody wzrasta tylko proporcjonalnie do kwadratu jego wymiarów. Oznaczało to, że duże statki zużywały mniej paliwa, co jest bardzo ważne w przypadku długich podróży.
Stępkę pod parowiec położono 26 czerwca 1836 roku w stoczni „Patterson & Mercer” w Bristolu. Wodowanie miało miejsce 19 lipca 1837 roku, następnie przetransportowano „Great Western” do Londynu, gdzie wyposażony został w dwa silniki parowe firmy „Maudslay, Sons & Field”, o mocy 750 koni mechanicznych, zapewniający prędkość maksymalną około 8,5 węzła.
31 marca 1838 roku ruszył do Bristolu aby rozpocząć swój dziewiczy rejs do Nowego Jorku. Przed dopłynięciem w maszynowni wybuchł pożar, w czasie którego Brunel został ranny. Ogień został ugaszony, a uszkodzenia statku były minimalne, ale Brunel nie mógł uczestniczyć w dziewiczym rejsie. Z powodu wypadku ponad 50 osób anulowało swoje rezerwacje na rejs do Stanów Zjednoczonych. Kiedy w końcu „Great Western” opuścił Bristol, na pokładzie znajdowało się tylko siedmiu pasażerów.
Nie tylko Brunel chciał pokonać Atlantyk parowcem. Drugą firmą, która postanowiła stanąć do rywalizacji były linie „British and American Steam Navigation Company”. Jednostką, która miała odbyć historyczny rejs miał być parowiec SS „British Queen”, ale z powodu przedłużających się prac, armator postanowił wyczarterować bocznokołowy parowiec SS „Sirius”. Znacznie mniejszy od „Great Western” „Sirius” nie został zaprojektowany do rejsów transatlantyckich. Statek miał 54 m długości i napędzany był silnikiem parowym o mocy około 500 KM. Załoga liczyła 36 osób, a kajuty mieściły 40 pasażerów.
Aby prześcignąć „Great Western” w wyścigu przez Atlantyk, usunięto z „Siriusa” część kabin pasażerskich, żeby zrobić miejsce na dodatkowe magazyny z węglem. „Sirius” opuścił Londyn trzy dni przed „Great Western” i wypłynął w dziewiczy rejs do Nowego Jorku z portu w Cork 4 kwietnia 1838 roku. „Great Western” opóźniony pożarem, wyruszył dopiero 8 kwietnia.
„Sirius” dotarł do celu 22 kwietnia jako pierwszy, pokonując statek rywala. „Great Western” przypłynął następnego dnia, mając na pokładzie 200 ton węgla. Choć „Sirius” pierwszy zdobył Błękitną Wstęgę płynąc 18 dni, 14 godzin i 22 minuty z prędkością 8,03 węzłów (14,87 km/h), to radość z ustanowionego rekordu nie trwała długo, gdyż podróż „Great Western” okazała się szybsza, płynąc 15 dni i 12 godzin z prędkością 8,66 węzłów (16,04 km/h).
Pierwsza podróż „Great Western”, choć była dobra nawigacyjnie, nie udała się prestiżowo. Reklamowano „Great Western” jako parowiec, który pierwszy przepłynie Atlantyk używając wyłącznie maszyny parowej. Pomimo porażki to „Great Western” okazał się całkowicie zadowalającą jednostką i stał się wzorem dla przyszłych transatlantyckich parowców, ponieważ od samego początku był projektowany w celu pokonania Atlantyku. Jednostka Brunela pokonała trasę do Nowego Jorku nie tylko wyłącznie na silnikach parowych, ale również dotarła do celu z zapasem węgla, za to „Sirius” ostatni fragment podróży pokonał pod żaglami, ponieważ zużył cały zapas węgla (załoga musiała nawet palić zapasy i część wyposażenia, aby zasilić kotły).
W ciągu kolejnych ośmiu lat służby „Great Western” odbył jeszcze 45 rejsów na trasie Europa-Stany Zjednoczone, bijąc dwukrotnie swój rekord – najszybciej pokonał trasę w 13 dni i 12 godzin z średnią prędkością 9,5 węzła.
Już po kilku rejsach Brunel uznał, że należy zbudować jeszcze większy statek – SS „Great Britain”. Niestety przeznaczone na jego budowę środki sprawiły, że linie „Great Western SteamShip Company” zbankrutowały. „Great Western” został w związku z tym sprzedany w 1847 roku liniom „Royal Mail Steam Packet Company”, które wykorzystywały go w rejsach do Indii. Po wybuchu wojny krymskiej został przebudowany na transportowiec wojska. W 1856 roku zużyty parowiec został wycofany ze służby i zezłomowany.